# Nông Tiến
Nông Tiến là một phường thuộc tỉnh Tuyên Quang, Việt Nam.

## Địa lý
Phường Nông Tiến có vị trí địa lý:
- Phía đông giáp huyện Yên Sơn
- Phía tây giáp phường Minh Xuân và phường Tân Quang
- Phía tây nam giáp phường Hưng Thành
- Phía nam giáp xã An Khang
- Phía bắc giáp xã Tràng Đà.

Phường Nông Tiến có diện tích 12,72 km², dân số năm 2022 là 8.680 người, mật độ dân số đạt 682 người/km².
Phường nằm ở tả ngạn sông Lô và có tuyến quốc lộ 2C đi qua địa bàn.

## Hành chính
Phường Nông Tiến được chia thành 11 tổ dân phố: 1, 2, 3, 4, 5, 6, 7, 8, 9, 10, 11.

## Lịch sử
Ngày 26 tháng 7 năm 1968, Hội đồng Chính phủ ban hành Quyết định số 119-CP về việc chuyển xã Nông Tiến thuộc huyện Yên Sơn về thị xã Tuyên Quang quản lý.
Ngày 27 tháng 12 năm 1975, Quốc hội ban hành Nghị quyết về việc thành lập tỉnh Hà Tuyên trên cơ sở tỉnh Tuyên Quang và tỉnh Hà Giang. Khi đó, xã Nông Tiến thuộc thị xã Tuyên Quang, tỉnh Hà Tuyên.
Ngày 12 tháng 8 năm 1991, Quốc hội ban hành Nghị quyết về việc chia tỉnh Hà Tuyên thành tỉnh Tuyên Quang và tỉnh Hà Giang. Khi đó, xã Nông Tiến thuộc thị xã Tuyên Quang, tỉnh Tuyên Quang.
Ngày 3 tháng 9 năm 2008, Chính phủ ban hành Nghị định số 99/2008/NĐ-CP về việc thành lập phường Nông Tiến thuộc thị xã Tuyên Quang trên cơ sở toàn bộ 1.269,99 ha diện tích tự nhiên và 6.535 nhân khẩu của xã Nông Tiến.
Ngày 2 tháng 7 năm 2010, Chính phủ ban hành Nghị quyết số 27/NQ-CP về việc thành lập thành phố Tuyên Quang thuộc tỉnh Tuyên Quang. Phường Nông Tiến trực thuộc thành phố Tuyên Quang.
Tính đến ngày 31 tháng 12 năm 2010, phường Nông Tiến có 19 tổ dân phố: 1, 2, 3, 4, 5, 6, 7, 8, 9, 10, 11, 12, 13, 14, 15, 16, 17, 18, 19.
Ngày 19 tháng 3 năm 2019, HĐND tỉnh Tuyên Quang ban hành Nghị quyết số 02/NQ-HĐND về việc:
- Sáp nhập tổ dân phố 2 vào tổ dân phố 1.
- Thành lập tổ dân phố 2 trên cơ sở tổ dân phố 3 và tổ dân phố 4.
- Thành lập tổ dân phố 3 trên cơ sở tổ dân phố 5 và tổ dân phố 6.
- Thành lập tổ dân phố 4 trên cơ sở tổ dân phố 7 và tổ dân phố 8.
- Thành lập tổ dân phố 5 trên cơ sở tổ dân phố 9 và tổ dân phố 12.
- Thành lập tổ dân phố 6 trên cơ sở tổ dân phố 10.
- Thành lập tổ dân phố 7 trên cơ sở tổ dân phố 11.
- Thành lập tổ dân phố 8 trên cơ sở tổ dân phố 13.
- Thành lập tổ dân phố 9 trên cơ sở tổ dân phố 14 và tổ dân phố 15.
- Thành lập tổ dân phố 10 trên cơ sở 3 tổ dân phố: 16, 17, 18.
- Thành lập tổ dân phố 11 trên cơ sở tổ dân phố 19.

Phường Nông Tiến có 11 tổ dân phố: 1, 2, 3, 4, 5, 6, 7, 8, 9, 10, 11.